# Tammineni Veerabhadram

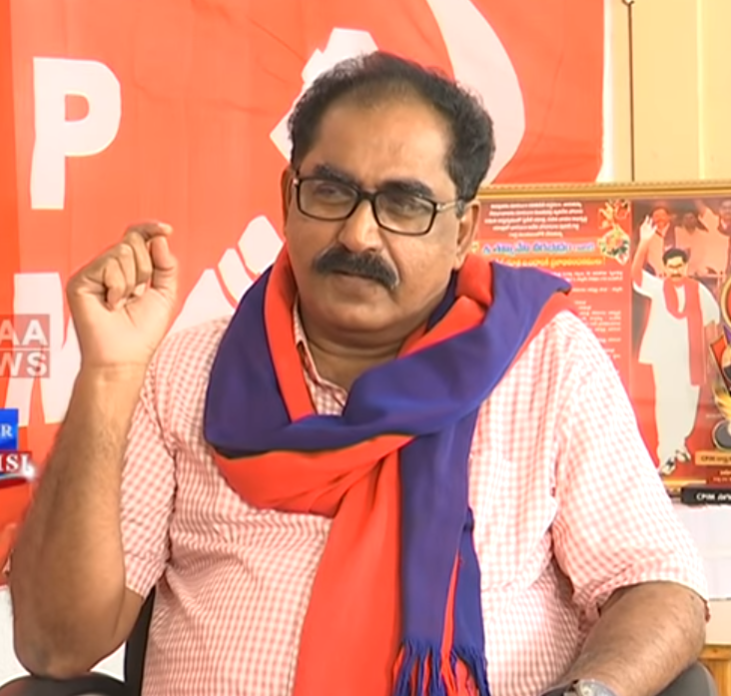
Tammineni Veerabhadram

Thammineni Veerabhadram (nascido em 1954) é um político indiano, pertencente ao Partido Comunista da Índia (marxista). A partir de 2011 ele era um membro do Comitê Central do partido.

## Vida política
Veerbhadram vem do distrito de Khammam. O nome de sua esposa é Uma, o nome do filho é Sangamithra e o nome da filha, Dra. Sruthi. Ele entrou na política através do ativismo na Federação de Estudantes da Índia.
Veerbhadram contestou o assento de Khammam Lok Sabha na eleição geral de indiana em 1991. Ele terminou em segundo lugar com 310.268 votos (43,37% dos votos no eleitorado). Havia menos de 1% de margem entre ele e o candidato vencedor, PV Rangaiah Naidu, do Congresso Nacional Indiano. Ele contestou a posição de Khammam novamente na eleição de 1996 e foi eleito para o 11º Lok Sabha. Ele obteve 374.675 votos (42.82%), derrotando PV Rangaiah Naidu.
Ele perdeu o lugar de Khammam Lok Sabha nas eleições gerais de indiana em 1998. Veerabhadram ganhou 352.083 votos (39.01%), terminando em segundo lugar. Ele foi o candidato mais votado do CPI (M) na briga fora das fortalezas esquerdistas de Bengala Ocidental e Kerala.
Veerabhadram foi eleito para a Assembléia Legislativa de Andhra Pradesh nas eleições de 2004, como candidato no distrito eleitoral de Khammam. Ele obteve 46.505 votos. Na eleição para a Assembléia Legislativa de 2009 ele contestou o distrito vizinho do Palair, onde terminou em segundo lugar com 58.889 votos (37,98%). A partir de 2011 ele serviu como presidente honorário da unidade de Khammam District do Kulavivaksha Vyatireka Porata Sangham.
Quando o CPI (M) decidiu criar um Comitê Estadual separado para Telangana em março de 2014, após a aprovação da Lei de Reorganização do Estado de Andhra Pradesh, Veerabhadram foi eleito seu Secretário.

## Controvérsias
Houve denúncias de seus próprios membros do partido que foram posteriormente expulsos de seu partido. Um livro intitulado "Nippuku Chedalu" foi publicado e narra as controversas alegações sobre Tammineni Veerabhadram e seus partidários. Este livro tem sido instrumental e tem sido usado pelo congresso e outros partidos da oposição para atacar os partidos comunistas, atribuindo-lhes também a corrupção.